# Sónia António

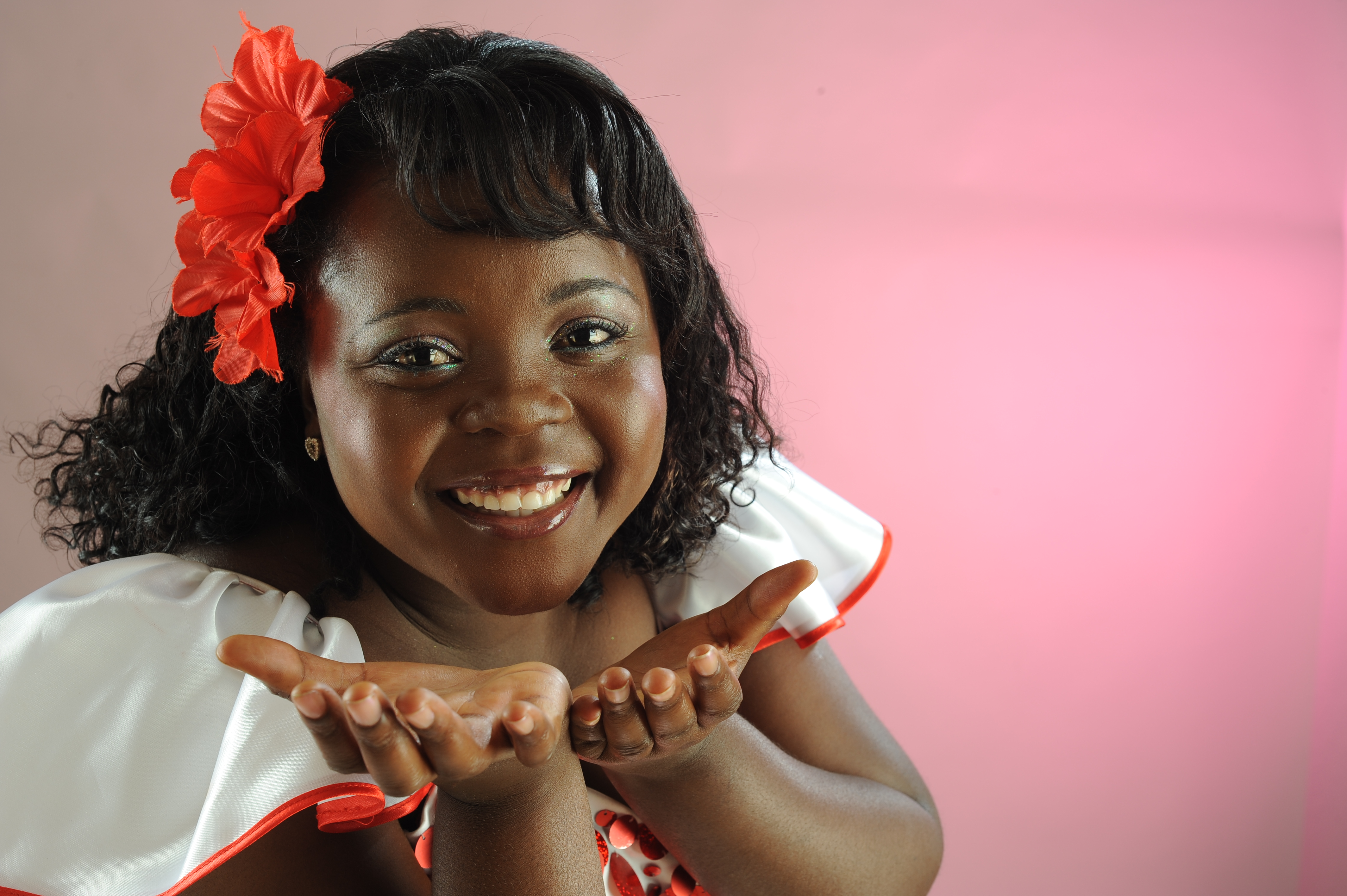

Sónia António é uma cantora e apresentadora de televisão angolana, natural do Negage  província do Uíge, chegou a Luanda em 1990, onde viu pela primeira vez a televisão. Ficou conhecida nacionalmente por apresentar o programa infantil Carrossel, na TPA (Televisão Pública de Angola), onde começou como assistente de palco e posteriormente tornou-se a apresentadora do programa, e permaneceu no cargo por muitos anos.
Licenciada em comunicação Social, Jornalista e apresentadora da Televisão Pública de Angola, cantora infanto juvenil, dona da marca de brinquedos "Sónia Brinquedos" e fundadora da produtora Cantinho dos Sonhos e do projecto de promoção social "Cultura nas Escolas".

## Carreira
Em 1994 venceu o seu primeiro concurso de música, em Luanda criando assim a paixão por esta arte que já há tanto lhe fazia sonhar. No mesmo ano é selecionada para o concurso de música infantil do programa carrossel da TPA e tendo em conta o seu dinamismo é convidada a fazer parte do grupo de animação, depois a ser assistente do programa, repórter e rapidamente chegou a categoria de apresentadora e tornou-se a mais querida pelo publico. A cantora, é hoje a maior referência para o público infantil e um dos rostos jovens mais respeitados da televisão de Angola.[carece de fontes?]
Em 2004, lança o seu primeiro disco intitulado “Euforia” para alegria das crianças e também dos pais, pois não existia no mercado nenhum disco infantil. Foi um dos discos mais vendidos e como reconhecimento do seu contributo a música infantil, é homenageada com um diploma de mérito pela Rádio Luanda na edição do Top Rádio Luanda.
Em 2006 funda a produtora Cantinho dos Sonhos, dedicada a promoção do disco e música infantil angolana com o lançamento de discos de vários artistas infantis.
Cria o projeto cultura nas escolas em 2010 depois de ter se juntado a UNITEL para gravar o disco de um grupo de crianças intitulado Cantinho dos Sonhos, com objetivo de promover a musica infantil no seio das crianças e estimular os pais a investirem na compra de livros e discos infantis, depois do lançamento do referido disco, decide comprar livros de escritores angolanos e formar um kit de disco e livros que foi levado as crianças com palestras tendo beneficiado trinta mil crianças.[carece de fontes?]
O projecto de educação social, cultural nas escolas é fundado com objectivo de por intermédio da arte prover a infância no seio das crianças e adolescentes, bem como os valores cívico, morais, patrióticos e promover o debate no seio das crianças.
Em 2015, Sónia António com a sua força de vontade e amor as crianças, leva o projecto a cerca de oitenta mil crianças na província de Luanda.
Sónia também faz parte do voluntariado do projecto STOP MALÁRIA da UNITEL, apresentado o projeto em algumas escolas da província de Luanda e ajudando a prevenir esta doença.[carece de fontes?]